# USS New Hampshire (SSN-778)
El USS New Hampshire (SSN-778) es un submarino nuclear de la clase Virginia.

## Construcción
Fue ordenado el 14 de agosto de 2003 al General Dynamics Electric Boat (Connecticut). Fue puesta su quilla el 30 de abril de 2007 y fue botado el 21 de febrero de 2008. Entró en servicio con la US Navy el 25 de octubre de 2008.

## Historia de servicio
Está asignado a la Flota del Atlántico y su apostadero es la base naval de Norfolk (Virginia).

## Nombre
El nombre USS New Hampshire honra al estado de Nuevo Hampshire.